# キガタガキタ! 〜「恐怖新聞」より〜
『キガタガキタ! 〜「恐怖新聞」より〜』（キガタガキタ きょうふしんぶんより）は、原作：つのだじろう、漫画：西条真二による日本の漫画作品。『恐怖新聞』のリメイク作である。『週刊少年チャンピオン』（秋田書店）2009年52号に、創刊40周年記念企画として読みきり作品が掲載。その後、2010年35号より連載作品となり、2011年29号まで連載された。

## あらすじ
鬼形冥（きがた めい）は「恐怖新聞」に取り憑かれた中学生である。14歳の誕生日から夜な夜な彼の部屋に飛び込んでくるその新聞には、周囲の人々や冥自身に降りかかる不幸な災いが予言されている。読むたびに100日の寿命が購読料として奪われるが、予言が外れた時はその限りではない。冥は、自分の寿命と、災難から人々を守る為、恐怖新聞の予言に立ち向かい続ける。

## 登場人物
鬼形 冥（きがた めい）
主人公。かつて「恐怖新聞」により命を落とした鬼形礼の親族。中学2年生の14歳。普段は一軒家に一人暮らしをしている。
14歳の誕生日の深夜0時から、毎晩窓ガラスを突き破って「恐怖新聞」が部屋に届くようになる。「一度読むたびに寿命が100日奪われる」という運命から逃れるべく、新聞に書かれている予言を覆し内容を無効化するために日々戦い続ける。
「恐怖新聞」に書かれている予言が実現するのを阻止するための行動が気味悪がられ、クラスでも孤立するようになる。しかし、口では「恐怖新聞に書かれていることを阻止するため」と言いながら、周囲の人が不幸に陥ることを黙って見ていられず、自らが傷つくことも厭わずに行動する。そんな冥の姿に惹かれる女の子達もいるのだが、いずれも一癖ある娘であるため、あまり妬まれるようなことはない。自分の身に関わる怪異には滅法強いが、自業自得な他人の不幸などには介入のしようがなく、狂言回し的な行動しかとれない場合もある。
霊能力はないとされるが、悪霊に物理的な攻撃でダメージを与える描写が多い。また性格は反抗的かつ生意気で、時に悪霊よりタチが悪い。
真淵沢 妖湖（まぶちざわ ようこ）
冥と同じ学校に通う2年C組の女生徒。グロテスクな妖怪の類をペットとして飼うことを趣味としているが、飼い主としての責任感は強い。とある事件を切っ掛けに冥のことを好きになる。
首 加世（おびと かよ）
冥と同じ学校に通うメガネをかけた女の子。踏み切りアンジーに殺されかけたところを救われて以来、冥に好意を持ちストーカー的な行動を繰り返すようになる。
吹石 真洞（ふきいし まほら）
冥と同じ学校に通う黒い髪を長く伸ばした少女。嘘をつくことが好き。冥に助けられたことから冥に好意を持つ。

## 登場する怪異
基本的に冥が邪魔をするために殆どの悪霊が敵対しているが、27話の教育委員会の委員については互いの利害が一致したので協力している。
恐怖新聞（きょうふしんぶん）
読むたびに100日分の寿命が購読料として奪われるという新聞。かつて鬼形礼の命を奪い、今また鬼形冥に取り憑いて寿命を奪い続けている。冥が14歳になった日の午前0時に冥の部屋に飛び込んできて、それ以来毎日届けられている。窓を開けていても、そちらからは入らず窓ガラスを破って侵入するので、冥は金銭的な被害も受けている（冥のいる場所に出てくるため、場所によっては実害はない）。恐怖新聞の文面を読めるのは冥だけで、他の人には普通の新聞紙にしか見えない。
鬼形礼に取り憑いたポルターガイストとは違い、新聞紙を依り代とした全裸の少女の姿をしている。奇声を発するのみで会話は成立せず、冥に付き纏って鋭い歯で噛み付くこともあるが、時として怪異に襲われた人を助けるために冥に協力するなど、冥との関係は実に奇妙なものとなっている。体が紙で出来ているため、水に濡れて破れたり、火で燃やされたりと、弱点も多いのだが、大して応えていない。
オマケ漫画では本編の不気味さとは裏腹に可愛げのあるキャラになっている。
踏み切りアンジー（ふみきりアンジー）
13号踏み切りで電車に轢かれて死んだ女の子の霊。死後、悪霊と化し、生きている人間を自分と同じように轢死させようとする。
痛トラ・ジーコ（いたトラ・ジーコ）
以前の持ち主に痛いイラストを描かれた挙句、何件もの人身事故を起こして廃車にされたトラックの悪霊。
予言者バンドー（よげんしゃバンドー）
恐怖新聞を読み、その予言から世界を支配できると妄想した人間。その優位性を保つために同じ恐怖新聞を読んでいる冥を襲撃した。憑りついている恐怖新聞は冥のとは別個体である。高校生だが新聞を読み続けた代償なのか顔が老けている。
希望新聞（きぼうしんぶん）
恐怖新聞の亜流。願望をかなえる事で寿命を奪う。
ウエクサ
天と地の合わせ鏡から呼ばれた悪魔。オネエ系の口調で話す。悪魔としての格はレベル１の小物。
虐殺新聞（ぎゃくさつしんぶん）
恐怖新聞の亜種。読んだ人間の命はすぐに奪われてしまう。冥の見立てによると殺人衝動に呑まれた悪霊が恐怖新聞の姿や性質を模倣した偽物である。
見返り美人野郎・坂本（みかえりびじんやろう・さかもと）
勉強漬けにされていた男性の悪霊。自身のコンプレックスを満たすために美人の霊に扮していた。
迷ヒ家（マヨヒガ）
豪華な食事や金目の物でおびき寄せ、強欲の限りを尽くした人間を食らう悪霊。性質の悪い事に何かを持って行かない限りは出ることも出来ない。
恋侍・恋次郎（こいざむらい・こいじろう）
生前の無念から恋に破れて悲しむものを見たくないと言う思いから悪霊と化した。恋を成就させようとする思いは本物だが、その為に恋敵を呪い殺すなどの歪な手段を取る。悪霊としては珍しく誠実で嘘や軽薄な行動を嫌う。
不幸新聞（ふこうしんぶん）
恐怖新聞の亜種。読み手に百日の不幸を与える。恐怖新聞と比べると能力は低く、予知も余り当てにならない。憑りついている夏川ちりから好かれており、「フウコ」と呼ばれている。

## 単行本
1. 2010年12月8日発売 ISBN 978-4-253-20028-8
2. 2011年2月8日発売 ISBN 978-4-253-20051-6
3. 2011年4月8日発売 ISBN 978-4-253-20055-4
4. 2011年6月8日発売 ISBN 978-4-253-20057-8

第5巻は未刊。